# Flüeli-Ranft
Flüeli-Ranft (toponimo tedesco; fino al 1966 Flüeli) è una frazione del comune svizzero di Sachseln, nel Canton Obvaldo. È il paese natale del santo patrono della Svizzera, Nicola di Flüe, e meta di pellegrinaggi.

## Geografia fisica
Flüeli-Ranft sorge sulle pendici del monte Sachslerberg, all'imboccatura della valle della Grande Aa di Melch; l'orizzonte è limitato dai monti Widderfeldstock, Nünalphorn e Huetstock (2 676 m s.l.m.). Il paese si trova su un pianoro isolato dalle rocce circostanti, simili a falesie (in tedesco alemanno Flue o Flüe) che danno, assieme al margine (Ranft) del vicino orrido (Ranftschlucht), il nome alla località.

## Monumenti e luoghi d'interesse
Flüeli-Ranft è inserito nell'Inventario degli insediamenti svizzeri da proteggere.
- Cella di San Nicola di Flüe, che la abitò dal 1467 al 1487[1];
- Cappella superiore di San Nicola di Flüe, consacrata nel 1469 e ristrutturata nel 1693[1];
- Cappella inferiore di San Nicola di Flüe, eretta nel 1501, con ciclo di affreschi della metà del XVI secolo[1];
- Cappella di San Carlo Borromeo, eretta nel 1614-1618[1];
- Casa natale di san Nicola di Flüe;
- Albergo Paxmontana (già Nünalphorn), costruito nel 1896 in stile liberty[1].

## Economia
L'economia locale si basa prevalentemente sui pellegrinaggi ai luoghi di san Nicola di Flüe e sull'escursionismo (anche in mountain bike) verso l'Älggi-Alp (1 645 m s.l.m.), centro geografico della Svizzera.